# Bízz a szerelemben
A Bízz a szerelemben (eredeti cím: Stuck in Love) 2012-ben bemutatott amerikai romantikus filmdráma, melyet Josh Boone írt és rendezett. A főszerepben Jennifer Connelly, Greg Kinnear, Lily Collins, Nat Wolff és Logan Lerman látható.
A filmet az Amerikai Egyesült Államokban 2013. július 5-én mutatták be a mozikban, Magyarországon december 5-én jelent meg a Big Bang Media forgalmazásában.

## Cselekmény
Az elismert regényírót, William Borgenst (Greg Kinnear) a felesége, Erica (Jennifer Connelly) három éve elhagyta egy fiatalabb férfiért. Nem tudja kiverni a fejéből, és titokban kémkedik a nő után, emellett alkalmi kapcsolata is van a férjes szomszédjával, Triciával (Kristen Bell). A főiskolás lánya, Samantha (Lily Collins) egy nap, nagy hírrel jön haza a hálaadásra. Az első regényét hamarosan ki fogják adni, de a lány az anyjával egyáltalán nem hajlandó találkozni és elmondani eme jó hírt, csak szánni tudja, hogy lemondott az apjáról. Mindenek ellenére, hogy az egyik osztálytársa, Lou (Logan Lerman) próbálkozik nála, ő mindenféle kapcsolatot kerül, mivel a szüleit látta eleget szenvedni, de később randizgat vele és kialakul közöttük is a szerelem. Időközben a 16 éves Rusty (Nat Wolff) is beleszeret egy fiatal gyönyörű lányba, Katebe (Liana Liberato). Samantha könyvbemutatója egyre közeleg, amelyen az egész család megjelenik. A régi sebek újra felszakadnak....

## Szereplők
| Színész           | Szerep             | Magyar hang     |
| ----------------- | ------------------ | --------------- |
| Greg Kinnear      | Bill Borgens       | Kőszegi Ákos    |
| Jennifer Connelly | Erica              | Náray Erika     |
| Lily Collins      | Samantha           | Berkes Boglárka |
| Logan Lerman      | Lou                | Baráth István   |
| Nat Wolff         | Rusty              | Baradlay Viktor |
| Liana Liberato    | Kate               | Szentesi Dóra   |
| Stephen King      | önmaga (csak hang) | Melis Gábor     |
| Kristen Bell      | Tricia             | Pap Katalin     |